# Lilla Rävharun
Lilla Rävharun är en ö i Finland. Den ligger i Finska viken och i kommunen Raseborg i den ekonomiska regionen  Raseborg i landskapet Nyland, i den södra delen av landet. Ön ligger omkring 92 kilometer väster om Helsingfors.
Öns area är 0,8 hektar och dess största längd är 140 meter i nord-sydlig riktning. Närmaste större samhälle är Ekenäs, 16,3 km norr om Lilla Rävharun.